# Adainville
Adainville je francouzská obec v departmentu Yvelines v regionu Île-de-France. Leží 21 kilometrů jihovýchodně od Rambouillet.

## Geografie
Sousední obce: Condé-sur-Vesgre, La Boissière-École, La Hauteville a Grandchamp.
K obci patří i samoty Bel-Air, La Jaunière, La Basse-Jaunière, Les Sergontières, Le Mesle, a Le Breuil.

## Historie
Od 12. století do Francouzské revoluce bylo sídlo majetkem opatství Grandchamp.

## Památky
- kostel sv. Diviše ze 13. století

## Vývoj počtu obyvatel
Počet obyvatel

## Doprava
Územím obce prochází silnice 71, železniční zastávka je v obci Houdan.